# MO-120-RT61
MO-120-RT61 або MO-120-RT (фр. Mortier 120mm Rayé Tracté Modèle F1) — французький важкий 120-мм міномет, що перебуває на озброєнні французької армії, Корпусу морської піхоти США та в арміях інших країнах. Міномет був розроблений зброярами французької компанії Thomson-Brandt на заміну застарілого MO-120 AM-50. Після надходження до війська заслужив високу репутацію за свою надійність та ефективність, згодом почав випускатися за ліцензією Німеччиною, Італією, Бельгією, Нідерландами, Бразилією, Туреччиною та Японією.

## Зміст
120-мм міномет MO-120-RT61 надійшов на службу сухопутних військ Франції, де його основним засобом доставлення став колісний бронеавтомобіль серії 4x4 VTM 120 (фр. Véhicule Tracteur Mortier de 120 mm), що буксував міномет за дульну частину за спеціальний кронштейн. На борту VAB також перевозиться мінометна обслуга та 70 мін, які захищені від ураження стрілецьким вогнем та осколками противника на полі бою. Існує версія транспортування міномета БМП AMX-10P та військовими автомобілями 4×4.
Міномети, які спочатку перебували на озброєнні артилерійських підрозділів піхотних полків, пізніше були прийняті на озброєння артилерійських полків, оснащених 155-мм артилерією, що буксується. За штатом в артилерійському полку французької армії 8 одиниць 120-мм мінометів. Крім того, цей міномет перебуває на озброєнні підрозділів повітряно-десантних військ ЗС Франції.
Міномет використовує для стрільби стандартні боєприпаси NATO, а також спеціально розроблені під нього PR-14 (HE) та PRPA (HERA). При використанні активно-реактивної міни максимальна дальність стрільби значно перевищує дальність стрільби, ніж із застосуванням звичайної фугасної міни. Також передбачена можливість ведення вогню мінами з бронебійними боєголовками, а також використовуються освітлювальні міни.

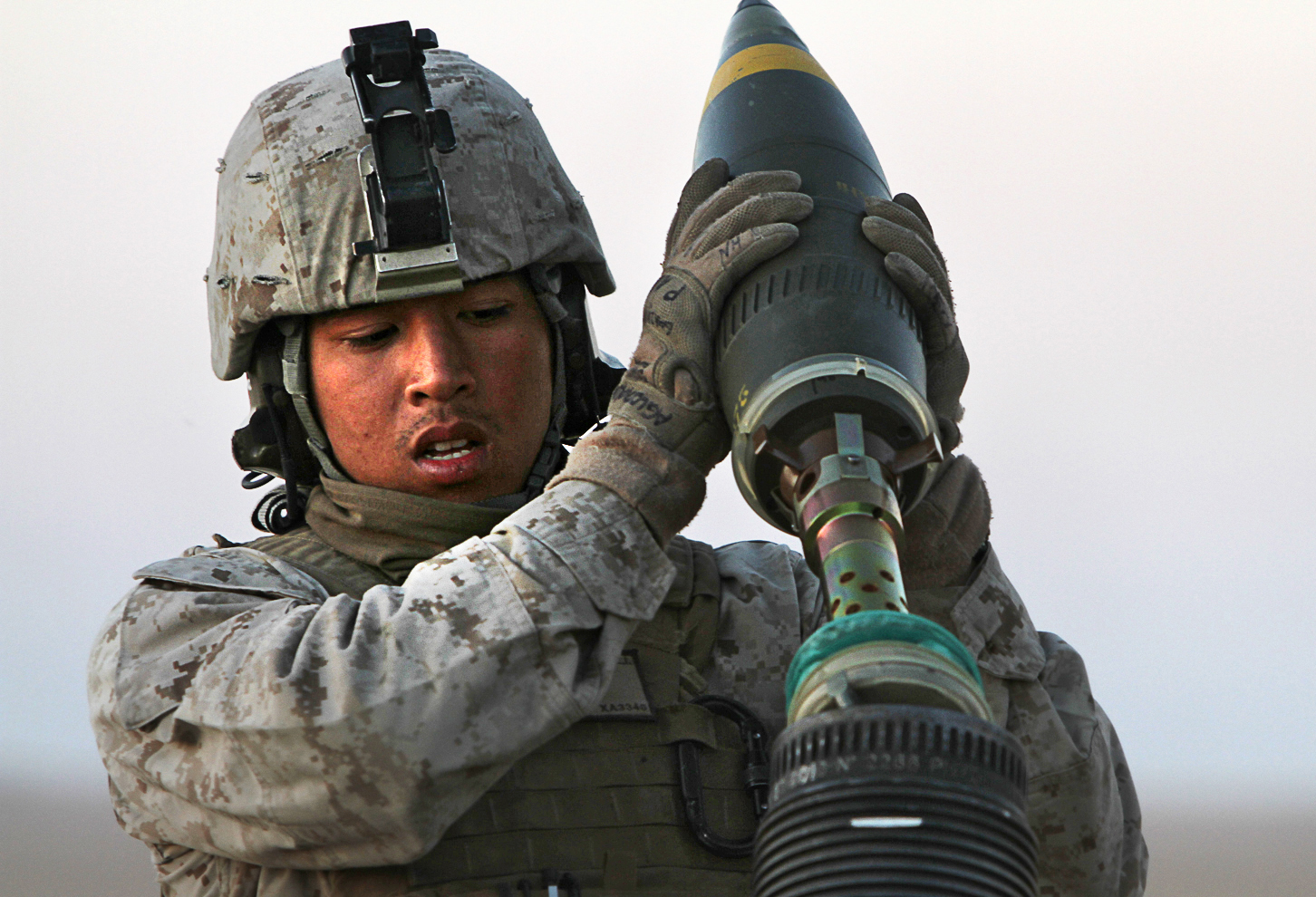
Заряджання морським піхотинцем США 120-мм міномета

У бойових умовах вогонь ведеться з колісного лафета, а не з двоногої сошки. При цьому заряджання міномету проводиться з дульної частини. Можливий варіант заряджання з використанням курково-спускового механізму. Якщо стрільба здійснюється при високих кутах піднесення, то ствол спирається на важку плиту.
Конструкція ствола, оснащеного зовнішніми ребрами для розсіювання тепла, забезпечує ведення безперервного вогню протягом тривалих проміжків часу.
Точність ураження цілі досягається за рахунок використання балістичного обчислювача, забезпечуючи тим самим знищення противника з першого пострілу.
З моменту початку антитерористичної операції американських військ в Афганістані, керівництво Корпусу морської піхоти США зіткнулось з проблемою відсутності в лінійці артилерійських систем, що діють безпосередньо на полі бою, між 155-мм гаубицями та 60-мм легкими мінометами відповідного вогневого засобу ураження. Був оголошений конкурс англ. Expeditionary Fire Support System (EFSS), за вимогами якого планувалося оснастити морську піхоту надійною, відносно легкою артилерійською системою ближнього бою. Вибір пав на французький 120-мм міномет.
Для перекидання цього міномета американці спочатку планували пристосувати конвертоплан V-22 Osprey, який перевозив MO-120-RT61 разом з військовим автомобілем Growler для транспортування його на полі бою. В 2009 році провели практичний експеримент з перекиданням двох автомобілів, одного з мінометом та другого з боєприпасами на нього. Випробування довели, що для перекидання повітрям під ці цілі можливо використовувати MV-22 або CH-53E Super Stallion.

## Країни-оператори
- Азербайджан
- Бельгія
- Бразилія
- Джибуті
- Індія
- Ізраїль
- Італія
- Йорданія
- Кіпр
- Колумбія
- Нідерланди
- Саудівська Аравія

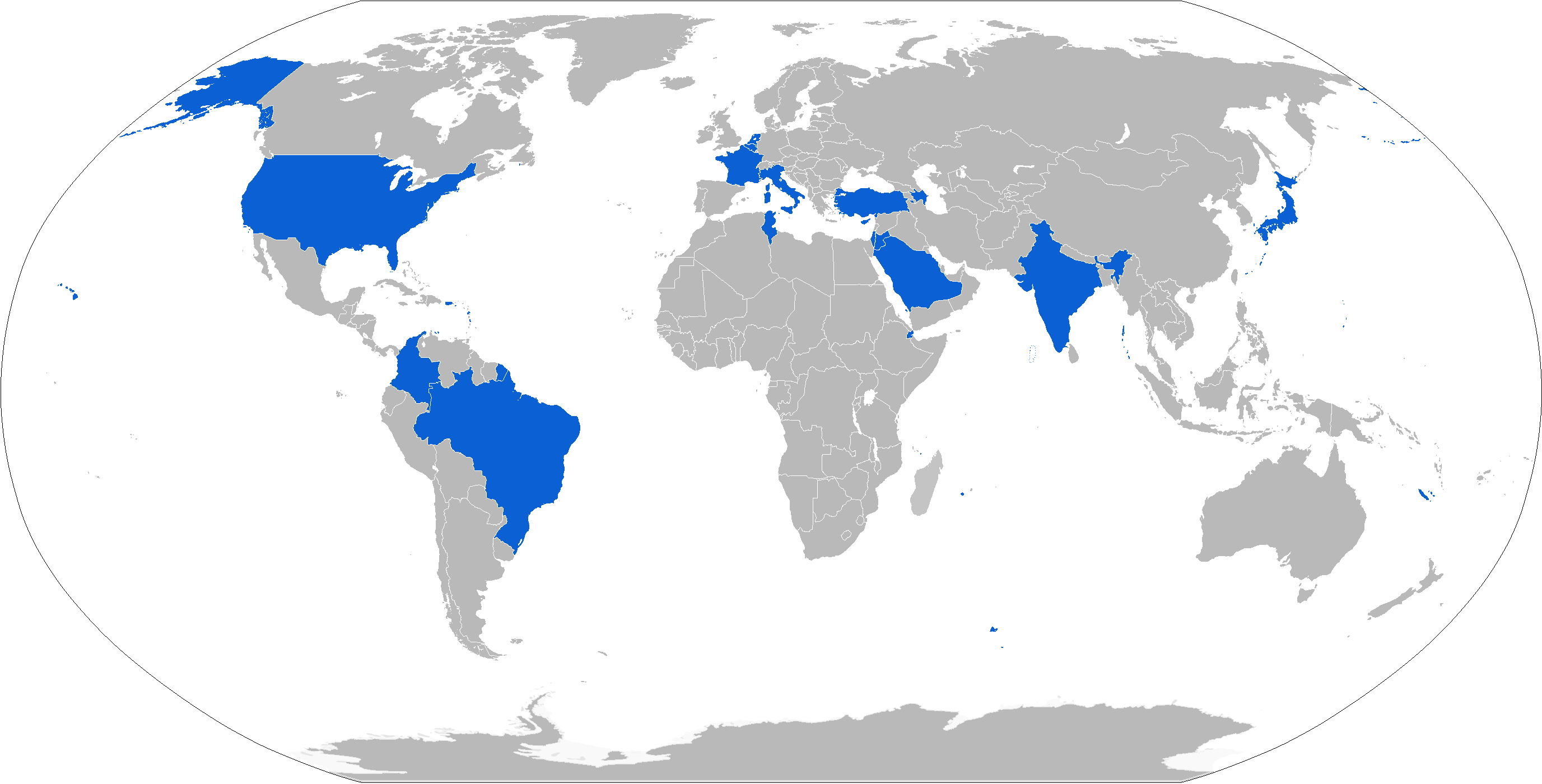
Карта країн-операторів міномета MO-120 RT-61 (виділені синім кольором)

- США — на службі в Корпусі морської піхоти США під найменуванням M327 120mm Expeditionary Fire Support System[2]
- Туніс
- Туреччина
- Франція (192 у 2011, 128 у 2014)
- Японія
- Україна[3] — наявна в 10 ОГШБр [4] та 93 ОМБр [5]